# Madame Web (film)
Série Sony's Spider-Man Universe
Morbius
(2022) Venom: The Last Dance
(2024)
Pour plus de détails, voir Fiche technique et Distribution.
Madame Web est un film américain réalisé par S. J. Clarkson (en) et sorti en 2024.
Quatrième production de l'univers Sony's Spider-Man Universe, il s'agit d'un film centré sur le personnage de Madame Web créé par le scénariste Dennis O'Neil et le dessinateur John Romita Jr. pour Marvel Comics en 1980.
Co-écrit par Clarkson en collaboration avec Matt Sazama, Burk Sharpless et Claire Parker, le film suit Cassandra Webb, une ambulancière qui se découvre des dons de voyance. Elle croise alors le chemin de trois adolescentes (Julia Cornwall, Mattie Franklin et Anya Corazon) traquées par Ezekiel Sims qui tente de les assassiner avant qu'elles ne deviennent des Spider-Women dans le futur.
Lors de sa sortie, le film reçoit un accueil majoritairement négatif de la part de la presse et récolte 100 millions de dollars au box-office mondial, pour un budget de 80 millions.

## Synopsis
En 1973, Constance Webb explore la jungle péruvienne à la recherche d'une araignée aux capacités spéciales. Elle est accompagnée dans sa quête par le mystérieux Ezekiel Sims (en). Quand Constance trouve enfin l'araignée, Ezekiel, qui la recherchait également pour des raisons personnelles, l'attaque et la lui vole. Mourante, Constance, qui est alors enceinte, est aidée par Las Arañas, une tribu ayant hérité de pouvoirs grâce aux araignées. Ces derniers la plongent dans l'eau d'un cénote et la font piquer par un autre spécimen de l'araignée qu'elle avait trouvée, ce qui l'aide à accoucher d'une fille avant qu'elle meure. Santiago, le chef de Las Arañas promet à Constance d'être présent pour sa fille lorsqu'elle viendra rechercher des réponses.
Trente ans plus tard, en 2003, sa fille, Cassandra Webb, est désormais ambulancière à New York avec ses partenaires Ben Parker et O'Neil. Ayant été envoyée en famille d'accueil, elle a cependant conservé toutes les notes prises par sa mère mais ignore tout de la raison qui l'a poussée à étudier les araignées. Lors d'une intervention sur le Pont Robert F. Kennedy, Cassandra parvient à sortir un automobiliste de sa voiture renversée mais échoue à faire de même et tombe dans le fleuve. Vivant une expérience de mort imminente, elle se retrouve à graviter dans une projection astrale ressemblant à une toile d'araignée géante. Cela lui déclenche des dons de voyance, lui permettant de voir certains évènements avant qu'ils ne se produisent. Cela prend fin quand Ben parvient à la sortir de l'eau. Peu après, alors qu'il mesure le taux d'oxygène de Cassandra, cette dernière vit cette situation à deux reprises, ce qui la laisse perplexe.
En parallèle, Ezekiel, ayant hérité de la part de l'araignée dérobée, de la résistance et de la capacité d'injecter du venin mais pas de celui de voyance immédiate comme Cassandra, est désormais un homme riche. Il sait toutefois que, dans le futur, trois Spider-Women seront responsables de sa mort. Il désire donc les assassiner avant qu'elles ne développent leurs pouvoirs. Pour cela, il séduit, puis tue une agent de la NSA, rencontrée lors d'un opéra, afin d'obtenir le mot de passe d'un puissant ordinateur permettant d'accéder à tous les systèmes de surveillance de New York.
Invitée à la baby shower de Mary, la belle-soeur de Ben, Cassandra a beaucoup de mal à s'intégrer avec les autres femmes convives et se retrouve à nouveau dans une situation de déjà-vu : Mary ayant proposé un jeu dans lequel les invitées doivent deviner le nom de son bébé et Cassandra revit le moment où c'est à son tour de proposer une suggestion. Ben vient toutefois la chercher pour qu'ils interviennent sur les docks où un bâtiment PepsiCo a explosé. Durant l'intervention, Cassandra a deux précognitions qui concernent O'Neil : une première dans laquelle il demande de l'aide au capitaine des pompiers pour envoyer d'autres ambulanciers dans le bâtiment et une seconde où il meurt après que son ambulance soit percutée par un camion. Inquiète, Cassandra lui demande de la laisser prendre le volant de l'ambulance mais O'Neil refuse et lui conseille de ne pas se laisser déstabiliser par sa terrible expérience sur le pont. Peu après le départ d'O'Neil, l'accident prédit par Cassandra a lieu et cette dernière se précipite pour l'extraire de l'ambulance accidentée et lui faire un massage cardiaque, mais ne  parvient pas à le sauver.
Ezekiel, ayant obtenu l'ordinateur de surveillance de la NSA, le présente à Amaria, une hackeuse professionnelle, qui se montre fascinée par le potentiel de l'outil. Après avoir recréé les visages des Spider-Women, elle y ajoute une marge d'erreur de 10 ans afin d'avoir une idée sur leur véritable apparence, et elle découvre qu'il s'agit de Julia Cornwall, Mattie Franklin et Anya Corazon, trois adolescentes. Malgré cela, Ezekiel réaffirme qu'il ne renoncera pas à tout ce qu'il a construit et qu'il ne s’arrêtera pas avant de les avoir retrouvées.
Isolée chez elle et incapable de comprendre comment lui viennent ses précognitions, Cassandra en a une troisième où un pigeon s'écrase contre sa fenêtre. Elle finit par se décider à l'ouvrir et cela sauve la vie de l'oiseau. Cassandra décide alors de se rendre à la Gare de Grand Central Terminal pour assister à l'enterrement d'O'Neil à Poughkeepsie. Pendant qu'elle traverse le hall, elle croise sans s'en rendre compte les trois adolescentes traquées par Ezekiel. Prévenu par Amaria, ce dernier ne pense pas qu'il s'agisse d'une coïncidence et est persuadé que quelque chose va les relier. Cassandra prend place dans un train où ses précognitions se manifestent à nouveau et elle voit Ezekiel tuer les trois filles les unes après les autres sous les regards effrayés des autres passants dont des répliques lui reviennent en mémoire au fur et à mesure des conversations. Cassandra voit les filles prendre place les unes après les autres dans le train et finalement, lorsque Ezekiel apparaît au fond du wagon, elle les incite à sortir en urgence. Mattie ayant refusé, Cassandra lui vole son skate-board et elles se retrouvent sur le quai au moment où le train s'en va avec Ezekiel qui se précipite aussitôt à son autre bout. Anya exige des explications mais Cassandra n'en a pas et Julia crie au kidnapping quand Ezekiel réapparaît vêtu d'une combinaison similaire à celle de Las Arañas et accroché au plafond du quai sous l'oeil incrédule de Cassandra et des filles. Le quatuor monte à bord du train sur le quai d'en face mais Ezekiel s'en prend au conducteur, l'empêchant de démarrer. Reprenant leur fuite, Cassandra et les filles prennent une sortie de secours mais les agents de police présents sur les quais arrêtent Cassandra qu'ils pensent responsable de ce dont Julia l'accusait. Soudain, Ezekiel les neutralise les uns après les autres et cela très rapidement. Cassandra, Julia, Mattie et Anya en profitent pour s'enfuir et dérobent un taxi. Durant le trajet après les présentations, le quatuor apprend à la radio que la police est toujours à la recherche de Cassandra pour le faux enlèvement et n'entend aucune information sur Ezekiel qu'elles s'avèrent être les seules à avoir vu. Se réfugiant dans une clairière de la forêt de Church Hill, Cassandra réalise avec étonnement qu'elle et les filles se sont déjà rencontrées : elle vit dans le même appartement qu'Anya, elle et Ben ont sauvé la belle-mère de Julia à la suite d'une course contre la montre vers l'hôpital au début du film et durant laquelle leur ambulance a failli écraser Mattie à skate-board qui a répondu avec un doigt d'honneur. Après qu'Anya ait évoqué à quel point la capacité d'Ezekiel a grimper aux murs était similaire à celle d'une araignée, Cassandra se remémore les carnets de sa mère et ordonne aux filles de rester dans la forêt, promettant de revenir rapidement. Ayant parvenu à obtenir la confiance de ces dernières (plus particulièrement Julia), Cassandra retourne à chez elle et récupère les notes de sa mère mentionnant Las Arañas et leurs pouvoirs d'araignée ainsi qu'une photo de sa mère sur laquelle figure également Ezekiel qu'elle reconnaît comme leur agresseur.
Pendant ce temps, Mattie décide d'outrepasser les instructions de Cassandra et incite les deux autres à la suivre dans un petit restaurant à la sortie de la forêt. Un client les reconnaît et appelle discrètement la police mais Amaria intercepte l'appel et Ezekiel se met en route après lui avoir ordonné de pirater la fréquence du dispatcher afin d'indiquer aux autorités qu'il s'agit d'une fausse alerte. De retour à la clairière désormais déserte, Cassandra a une nouvelle précognition où elle rejoint les filles qui se donnent en spectacle au restaurant et cela au même moment où Ezekiel, vêtu de sa combinaison, arrive. Malgré l'intervention de Cassandra, ce dernier parvient à la poignarder après avoir tué Mattie avec son venin. Cassandra décide d'intervenir d'une autre manière et utilise le taxi comme voiture bélier sur le restaurant, empêchant ainsi Ezekiel de s'en prendre aux filles mais il parvient à l'agripper au poignet. Après avoir réprimandé les filles pour leur désobéissance, Cassandra les emmène dans un motel tandis qu'Ezekiel ne comprend pas comment les filles arrivent à lui échapper à chaque fois, comme si elles savaient qu'il allait arriver. Amaria lui révèle alors le nom de Cassandra qu'elle a identifiée, ce qui provoque la surprise d'Ezekiel.
Au motel, Cassandra déclare qu'elle va ramener les filles à leurs domiciles respectifs afin que leurs parents prennent le relais, mais chacune explique que ce n'est pas possible : les parents de Mattie sont en Chine et ne s'occupent pas d'elle ; tandis que Julia qui ne se sent pas à l'aise dans sa belle-famille a décidé de fuguer et, enfin, Anya ne peut pas prévenir la police car elle risque d'être expulsée comme son père sans papiers. Réalisant qu'elle est par conséquent la seule personne à pouvoir les protéger, Cassandra va alors décider de prendre les filles sous son aile afin de les aider à survivre. Pendant qu'elles dorment, elle a une nouvelle précognition où elle retourne sur les lieux du restaurant quand Ezekiel apparaît et, après lui avoir révélé ses intentions, exige de savoir où sont les filles car il considère que Cassandra ne leur doit rien.
Le lendemain, Cassandra apprend au trio comment faire un massage cardiaque afin de se protéger du venin d'Ezekiel, ainsi que ce qu'elle a appris grâce aux travaux de sa mère. Anya comprend alors que Cassandra doit retourner dans l'Amazonie péruvienne afin de comprendre le rapport entre Ezekiel et Las Arañas et en quoi tout cela est lié à ses propres visions. Afin d'assurer la protection des filles, elle les confie à Ben qui doit s'installer quelques jours chez Mary. Arrivée au Pérou, Cassandra utilise les carnets de sa mère pour retrouver les différents endroits où elle travaillait quand elle finit par rencontrer Santiago qui vient tenir sa promesse. Tout en conduisant Cassandra dans la grotte où elle est née, il lui explique qu'après avoir volé l'araignée, Ezekiel a été maudit et recherche depuis à modifier son destin. Pour permettre à Cassandra de comprendre la situation, Santiago projette l'esprit de cette dernière dans une nouvelle projection astrale surnommé la "Toile" où Cassandra découvre d'abord les affreuses circonstances de sa naissance, puis la raison pour laquelle Constance était partie : Cassandra était atteinte de myasthénie oculaire et n'avait pas de grandes chances de survie après sa naissance, ce qui a poussé Constance à partir à la recherche de l'araignée dans l'espoir que ces capacités puissent guérir sa fille. Face à une vision de sa mère, Cassandra s'excuse de lui en avoir voulu pendant toutes ces années car désormais, l'objectif de Constance a été bien atteint. Une fois les visions terminées, Santiago révèle à Cassandra que son don est beaucoup plus puissant qu'elle ne le pense et qu'une fois qu'elle aura pris la responsabilité, d'autres grands pouvoirs seront acquis.
Une semaine plus tard, Ben, Julia, Anya et Mattie sont obligés d'emmener Mary à l'hôpital de toute urgence, après que cette dernière ait perdu les eaux. Leur voiture est repérée par Amaria, toujours aux aguets des filles et Ezekiel lui ordonne de pirater les système de circulation afin de les coincer dans un embouteillage pour ensuite faire exploser leur voiture avec une grenade, mais Cassandra, avertie par une précognition, subtilise une ambulance que Ben avait appelée un peu plus tôt pour empêcher une fois de plus Ezekiel d'agir. Laissant Ben conduire Mary à l'hôpital, Cassandra et les filles prennent la fuite dans l'ambulance avec Ezekiel qui continue de les poursuivre.
Suivant les instructions de Cassandra, Anya parvient à utiliser les électrodes du défibrillateur pour ralentir Ezekiel mais l'ambulance tombe en panne. Cassandra a une idée et mène les filles au bâtiment Pepsi sur les docks qui avait explosé. Une fois arrivées, elle leur ordonne de placer un maximum de fusées de détresse dans les caissons remplis de feux d'artifice. L'abondance d'explosions perturbe Ezekiel et l'une des fusées détruit un mur, offrant une ouverture à Cassandra et aux filles, les conduisant vers le toit du bâtiment. Arrive un hélicoptère prévenu par Cassandra pour transporter les filles loin d'Ezekiel. Mais les feux d'artifice émergent du toit et rendent le sauvetage encore plus dangereux. Tout en se fiant à ses précognitions, Cassandra parvient à éviter aux filles d'être blessées mais Ezekiel fait son entrée et dévie une fusée qui détruit l'hélicoptère.
Alors qu'il commence à s'en prendre à Cassandra, les filles tentent de la protéger mais échouent et se retrouvent en grande difficulté. Embrassant pleinement ses pouvoirs, Cassandra utilise alors la Toile pour démultiplier son esprit qui sauve chacune des filles. Elle attire ensuite Ezekiel sur la passerelle du logo Pepsi, tout en lui révélant qu'il s'est toujours trompé sur son avenir qui dépendait d'elle et non des filles. Ezekiel se retrouve coincé sous des débris et chute du toit pour finir écrasé par les lettres du logo Pepsi. Cassandra chute également mais tombe dans le fleuve où elle reçoit une fusée au visage, l'aveuglant. Elle est finalement repêchée par Julia et ranimée par un massage cardiaque d'Anya et Mattie. À l'hôpital, Ben est aux côtés de Mary qui a accouché de son fils tandis que Cassandra, qui occupe une autre chambre, déclare à une infirmière que Julia, Anya et Mattie sont désormais sa famille.
Quelque temps plus tard, Julia, Anya et Mattie ont emménagé dans le nouvel appartement de Cassandra désormais réaménagé à cause de sa paraplégie. Lorsque Julia lui demande comment vont ses yeux, Cassandra proclame que dorénavant, elle voit encore mieux que jamais. Elle a une ultime précognition d'un avenir où les filles sont devenues les Spider-Women, où elle a récupéré l'araignée et où elle leur sert de mentor en tant que Madame Web. Cassandra conclut que le meilleur dans tout ça, c'est que l'avenir reste encore à écrire.

## Fiche technique
Sauf indication contraire, les informations mentionnées dans cette section peuvent être confirmées par la base de données cinématographiques IMDb,  présente dans la section « Liens externes ».
- Titre original : Madame Web
- Réalisation : S. J. Clarkson (en)
- Scénario : Matt Sazama, Burk Sharpless, Claire Parker et S. J. Clarkson (en), d'après une histoire écrite par Kerem Sanga, Matt Sazama et Burk Sharpless, d'après les personnages de Marvel Comics
- Musique : Johan Söderqvist
- Décors : Ethan Tobman
- Costumes : Ngila Dickson
- Photographie : Mauro Fiore
- Montage : Leigh Folsom Boyd
- Production : Lorenzo di Bonaventura
- Production déléguée : Adam Merims et Claire Parker
- Sociétés de production : Columbia Pictures, Marvel Entertainment et Di Bonaventura Pictures
- Société de distribution : Sony Pictures Entertainment
- Budget : 80 millions de dollars[2]
- Pays de production :  États-Unis
- Langue originale : anglais
- Format : couleur — DCP 4K — son Dolby Atmos
- Genre : super-héros, action
- Durée : 116 minutes
- Date de sortie :
  - États-Unis, Canada, France, Belgique, Luxembourg et Suisse romande : 14 février 2024[3],[4],[5]
- Classification :
  - États-Unis : PG-13 (accord parental recommandé, film déconseillé aux moins de 13 ans)
  - Québec : G - Déconseillé aux jeunes enfants[6]
  - France : tous publics (visa d'exploitation no 161206 délivré le 24 janvier 2024)[7]
  - Belgique : potentiellement préjudiciable jusqu'à 12 ans[3]
  - Luxembourg : accessible aux personnes âgées de 12 ans et plus[8]
  - Suisse romande : interdit aux moins de 12 ans[9]

## Distribution
- Dakota Johnson (VF : Delphine Rivière ; VQ : Rachel Graton) : Cassandra « Cassie » Webb / Madame Web
- Sydney Sweeney (VF : Alice Orsat ; VQ : Stéfanie Dolan) : Julia Cornwall
- Isabela Merced (VF : Jaynélia Coadou ; VQ : Romane Denis) : Anya Corazon
- Celeste O'Connor (VF : Justine Berger ; VQ : Marilou Martineau) : Martha « Mattie » Franklin
- Tahar Rahim (VF : lui-même ; VQ : Maël Davan-Soulas) : Ezekiel Sims (en)
- Zosia Mamet (VF : Laure Berend-Sagols ; VQ : Catherine Brunet) : Amaria
- Adam Scott (VF : Fabrice Josso ; VQ : Jean-François Beaupré) : Benjamin « Ben » Parker
- Emma Roberts (VF : Marie Facundo ; VQ : Claudia-Laurie Corbeil) : Mary Parker
- Mike Epps (VF : Rody Benghezala ; VQ : Philippe Racine) : O'Neil
- Kerry Bishé (VF : Noémie Orphelin ; VQ : Geneviève Bastien) : Constance Webb, la mère de Cassie
- José María Yazpik (en) (VF : Laurent Maurel ; VQ : Gilbert Lachance) : Santiago
- Josh Drennen : le père de Julia
- Yuma Feldman : le demi-frère de Julia
- Jill Hennessy : l'agent de la NSA
- Kathy-Ann Har : Susan

## Production

### Genèse et développement
Après leur travail sur le scénario du troisième film du Sony's Spider-Man Universe, Morbius (2022), Sony Pictures Entertainment engage Matt Sazama et Burk Sharpless en septembre 2019 afin qu'ils écrivent un script centré sur le personnage de Madame Web. Leur script est basé sur une histoire développée par Kerem Sanga qui était, à l'origine, chargé du projet. En mai 2020, S. J. Clarkson est engagée pour développer et réaliser un film centré sur un personnage féminin de Marvel Comics, dont il sera dévoilé plus tard qu'il s'agit du même projet,.
En avril 2022, la sortie du film est fixée à l'année suivante. Parallèlement, il est dévoilé que Lorenzo di Bonaventura produit le film via sa société Di Bonaventura Pictures. Ce dernier le décrit alors comme étant un thriller. Au cours du tournage, le film est reporté en 2024. Il devait à l'origine être le cinquième film du Sony's Spider-Man Universe. Néanmoins, à la suite du report de Kraven le Chasseur à l'été 2024, il devient le quatrième film de l'univers cinématographique.

### Attribution des rôles
|                                                                                                |  |  |
| Dakota Johnson et Sydney Sweeney interprètent respectivement Cassandra Webb et Julia Cornwall. |  |  |

Lors de l'annonce du film, Sony Pictures Entertainment avait une liste d'actrices auxquelles le studio voulait proposer le rôle titre. Charlize Theron et Amy Adams faisaient notamment partie des actrices présentes sur cette liste. Après avoir rencontré plusieurs actrices, le studio raccourcit sa sélection en décembre 2021. Dakota Johnson était l'une des actrices encore présentes dans la sélection de Sony en fin d'année 2021. Elle signe officiellement en mars 2022.
En mai 2022, Celeste O'Connor rejoint le projet. Elle est suivie en juin par Isabela Merced, Tahar Rahim et Emma Roberts,,. Au même moment, les personnages de certains acteurs sont dévoilés par la production. Sydney Sweeney interprétera notamment Julia Cornwall, l'une des Spider-Woman mais qui devient également la seconde Madame Web dans les comics originaux. Afin de se préparer pour le film, Sweeney dévoile avoir lu des comics mettant en scène son personnage. En juillet 2022, Mike Epps est annoncé à la distribution. Au cours du tournage, il est dévoilé que Adam Scott et Zosia Mamet ont rejoint le film.

### Tournage
En juin 2022, Dakota Johnson et Sydney Sweeney entament une préparation physique avant le début du tournage. Le tournage commence officiellement le 11 juillet 2022 à Boston dans le Massachusetts, bien que le film se déroule à New York, sous les titres de travail Claire et Peru,. Mauro Fiore est chargé de la photographie, après avoir précédemment travaillé sur Spider-Man: No Way Home (2021). Entre août et septembre 2022, des scènes sont tournées à Chelsea, Andover et Worcester, toujours dans le Massachusetts.
En octobre 2022, le tournage se déplace à New York, notamment à la gare de Grand Central Terminal. Une partie s'est également déroulée au Mexique,. Le tournage se termine officiellement en janvier 2023.

## Accueil

### Critique
Lors de sa sortie, le film reçoit des critiques majoritairement négatives de la part de la presse, un accueil similaire et systématique aux précédentes productions du Sony's Spider-Man Universe.
Du côté du public, les avis sont mitigés mais les internautes ont immédiatement dénigré le film sur les réseaux sociaux dès la publication de sa bande-annonce, pratique de plus en plus répandue. En juillet 2024, Emma Roberts, qui a aimé le film, a par ailleurs déclaré à Variety que le mauvais accueil du film est justement dû à la culture d'Internet et qu'il aurait pu recevoir un accueil différent,.
Sur le site agrégateur de critiques Rotten Tomatoes, il obtient un score de 11 % de critiques positives, avec une note moyenne de 3,40/10 sur la base de 29 critiques positives et 206 négatives.
Dans sa critique, Benjamin Lee de The Guardian décrit le film comme un « épouvantable désordre » ainsi qu'un « produit sans âme ». Tandis que Manohla Dargis de The New York Times parle d'un « échec inévitable ». En France, le magazine Premiere critique de son côté la performance des acteurs et juge la mise en scène répétitive. Le site Écran Large parle, lui, d'une « porte entrouverte sur du vide », avec une « écriture désastreuse ».